# Mansfield (Luisiana)
Mansfield é uma cidade localizada no estado americano de Luisiana, na Paróquia de De Soto.

## Demografia
Segundo o censo americano de 2000, a sua população era de 5582 habitantes.
Em 2006, foi estimada uma população de 5478, um decréscimo de 104 (-1.9%).

## Geografia
De acordo com o United States Census Bureau tem uma área de
9,5 km², dos quais 9,5 km² cobertos por terra e 0,0 km² cobertos por água. Mansfield localiza-se a aproximadamente 97 m acima do nível do mar.

## Localidades na vizinhança
O diagrama seguinte representa as localidades num raio de 28 km ao redor de Mansfield.